# Parablennius marmoreus
 Parablennius marmoreus és una espècie de peix de la família dels blènnids i de l'ordre dels perciformes.

## Morfologia
Els mascles poden assolir els 8,5 cm de longitud total.

## Distribució geogràfica
Es troba des de Nova York, Bermuda, les Bahames i el nord del Golf de Mèxic fins al nord de Sud-amèrica.